# 營團8000系電力動車組
營團8000系電聯車（日语：／ Eidan 8000-kei densha */?），是供東京地下鐵（前帝都高速度交通營團）半藏門線使用的通勤型電車。於1981年4月1日開始營運。
列車車體採用了於千代田線行走的6000系，以及有樂町線行走的7000系城軌車的規格。

## 概要
這款城軌車由東急車輛製造、日本車輛製造、川崎重工業及近畿車輛負責製造，從1980年到1994年間共生產了190輛。
在1978年8月1日半藏門線開業（澀谷站至青山一丁目站部分），同時東急電鐵（東急）的東急8500系电力动车组也有作直通運轉。8000系的投入服務早期，經常給人戲稱作 EncoreMan。
8000系的設計極速有110km/h，但是受主電動機節流的關係，營運極速變成100km/h。

### 編成組成
←南栗橋/久喜/押上 澀谷/中央林間→

8100（CT1）-8200（M1）-8300（M2'）-8400（M1）-8500（Mc2）-8600（Tc'）-8700（T2）-8800（M1、M1c）-8900（M2'）-8000（CT2）

## 外觀/性能
- 車身除了彩帶外，是無塗色的。
- 長每卡20米，4門
  - 前期車（8101F～8109F)及後期車（8110、8112F～，8601～8609，8701～8709）的車門馬達皆有分別。前期車車門開關時也會發很大的「噹」一聲，简称為「炸彈門」
  - 後期車的車門窗子是比早期車大很多，而早期車的車門窗子在翻新時也改為後期車的大小。
  - 所有編組已全數改用IGBT牽引逆變器。
- 起動加速度：3.3km/h/s（6M4T編成）
- 減速度：3.5km/h/s（非常4.5km/h/s）
- 最高速度:100km/h
- 弱冷房車（弱冷氣車）在2號車。
- 最高乘客量：駕駛卡為136名，普通卡為144名（7次車150名）

## 未來動向
2019年3月26日，東京地下鐵發表中期經營計劃「東京地下鐵2021計劃」。當中提到預料於2024年度在半蔵門線改用CBTC信號系統，並引入新車18000系。有關列車於2021年8月7日投入服務。
18000系預計製造19列，於2025年前全數取代現有的8000系。